# Саэнс, Хосе Луис
Хосе Луис Саэнс (исп. Jose Luis Saenz, также Джо Саэнс англ. Joe Saenz род. 4 августа 1975) — американский преступник. Разыскивался за 4 убийства, изнасилование, нарушение правил досрочного освобождения, незаконный перелёт с целью избежания судебного преследования. 19 октября 2009 года включен ФБР в список десяти наиболее разыскиваемых преступников. 22 ноября 2012 года арестован в Гвадалахаре, Мексиканской федеральной полицией. 